# Lijst van grietmannen van Ferwerderadeel
Dit is een lijst van grietmannen van de voormalige Nederlandse grietenij Ferwerderadeel in de provincie Friesland tot de invoering van de gemeentewet in 1851.
| Ambtsperiode | Naam grietman                              | Leven      | Bijzonderheden |
| ------------ | ------------------------------------------ | ---------- | --- |
| 1242         | Tjaard van Blija                           |            | |
| 1314         | Bernardus de Reisim                        |            | Van Reitsum. |
| 1369         | Bernardus de Merslum                       |            | |
| 1391 - 1397  | Oene van Sythiema                          |            | Of Van Botnia |
| 1418         | Jornd van Botnia                           |            | |
| 1418         | Tjaard Hoijngeha                           |            | |
| 1423         | Sijcka Sexma                               |            | |
| 14--         | Wirpe Wijssinga                            |            | |
| 1448         | Tjalling van Sythiema                      |            | |
| 1450 - 1452  | IJdze Tjallinga                            |            | |
| 1554         | Botte van Helbada                          |            | |
| 1472         | Oene van Sythiema                          |            | Waarschijnlijk kleinzoon van vorige Oene van Sythiema.                                                                                       |
| 1493         | Onthia van Unama                           |            | |
| 1500 - 1504  | Sijds van Sythiema                         | †1505      | Zoon van Oene van Sijthiema. |
| 1505         | Worp van Juckema                           | †1510      | |
| 1510 - 1524  | Juw van Botnia                             | †1538      | |
| 1520         | Abbe van Sjuxma                            | †1545      | |
| 1529         | Douwe van Burmania                         | †1551      | Was grietman van Wonseradeel. |
| 1551         | Haring van Sytzama                         | †1557      | |
| 1557         | Anthonius Colebrant                        |            | |
| 1564         | Pilgrom ten Indyck                         |            | |
| 1572 - 1574  | Allert van Sierksma                        |            | Substituut grietman, tevens grietman van Leeuwarderadeel.                                                                                    |
| 1573 - 1581  | Alef van Aylva                             | †1582      | Kwam in 1573 voor als substituur-grietman, werd in 1577 benoemd tot grietman.                                                                |
| 1581 - 1592  | Doeke van Aysma                            | †1612      | |
| 1592 - 1614  | Taco van Aylva                             | †1615      | |
| 1614 - 1636  | Rienk van Burmania                         | †1645      | Kleinzoon van Douwe van Burmania. |
| 1636 - 1649  | Epo van Douma                              | †1650      | Vader van Barthold van Douma en Johan Idzart van Douma, grietman van Aengwirden. Schoonvader van Livius Boelens, grietman van Achtkarspelen. |
| 1649 - 1679  | Barthold van Douma                         | †1678      | Zoon van voorganger. |
| 1679 - 1696  | Binnert Heringa van Grovestins             | 1641-1696  | |
| 1697 - 1701  | Frederik van Grovestins                    | 1668-1730  | Zoon van Binnert Heringa van Grovestins |
| 1701 - 1708  | Idzert van Burmania                        | 1655-1708  | Hiervoor grietman van Rauwerderhem. |
| 1709 - 1722  | Binnert Heringa van Grovestins             | 1673-1721. | Zoon van voorgaande Binnert Heringa van Grovestins en broer van Frederik van Grovestins.                                                     |
| 1722 - 1729  | Allard van Burum                           | 1678-1729  | Was grietman van Doniawerstal. Schoonvader van Johan Vegelin van Claerbergen, opvolger als grietman van Doniawerstal.                        |
| 1729 - 1770  | Horatius Hiddema van Knyff                 | 1703-1770  | |
| 1770 - 1790  | Imilius Josinus de Schepper                | 1736-1790  | |
| 1790 - 1795  | François Pierre Guillaume van Schuylenburg | 1767-1818  | |
| 1795 - 1816  |                                            |            | Geen grietman vanwege de Franse tijd |
| 1816 - 1841  | Christiaan Westenberg                      | 1773-1847  | |
| 1841 - 1851  | Jan Albarda                                | 1792-1863  | Aansluitend de eerste burgemeester van Ferwerderadeel                                                                                        |